# Hogna bottegoi
Hogna bottegoi är en spindelart som beskrevs av Lodovico di Caporiacco 1940. Hogna bottegoi ingår i släktet Hogna och familjen vargspindlar.
Artens utbredningsområde är Etiopien. Inga underarter finns listade i Catalogue of Life.